# Eduardo Ramón Contato Carol
Eduardo Ramón Contato Carol es un médico y político argentino del Partido Justicialista que se desempeñó brevemente como senador nacional por la provincia de Santiago del Estero entre agosto y diciembre de 2001.

## Biografía
Médico de profesión, ha ejercido como doctor personal de Mercedes Aragonés de Juárez, quien se desempeñara como gobernadora de la provincia de Santiago del Estero.
En política, adhirió al Partido Justicialista e integró la Cámara de Diputados de la Provincia de Santiago del Estero en la primera mitad de la década de 1990. En las elecciones provinciales de 1997, encabezó la lista de candidatos justicialistas a la legislatura provincial, regresando al cargo de diputado.
En agosto de 2001 asumió como senador nacional por la provincia de Santiago del Estero, como reemplazo de Omar Muhamad Vaquir (elegido en 1995 y quien había sido designado embajador en Kuwait), completando el mandato hasta diciembre de 2001.